# L'Arlésienne (Bizet)
 (mars 2014).
Si vous disposez d'ouvrages ou d'articles de référence ou si vous connaissez des sites web de qualité traitant du thème abordé ici, merci de compléter l'article en donnant les références utiles à sa vérifiabilité et en les liant à la section « Notes et références ».
Pour les articles homonymes, voir L'Arlésienne.

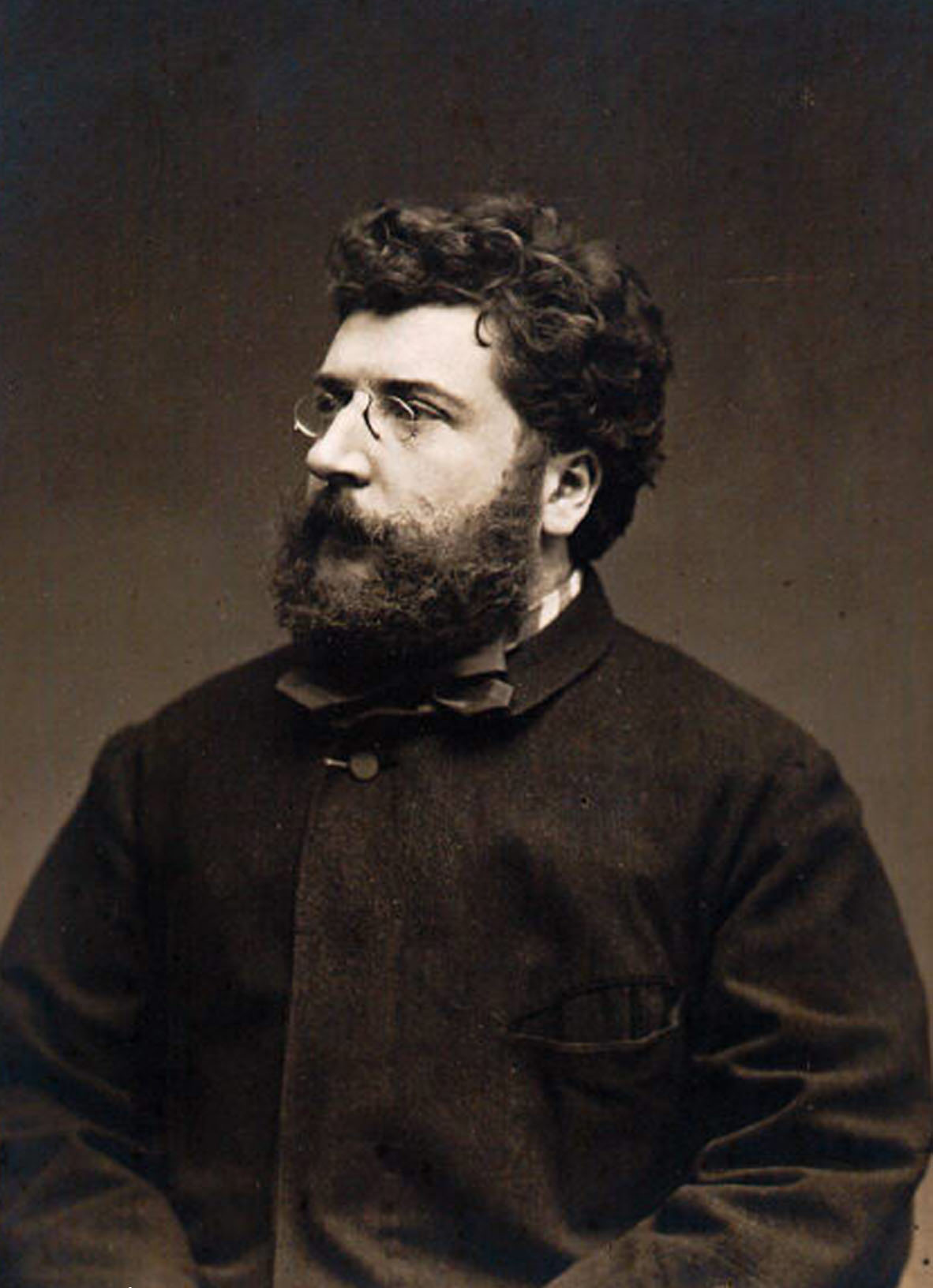
Georges Bizet, 1875

L'Arlésienne est une musique de scène composée par Georges Bizet pour le drame en trois actes éponyme d'Alphonse Daudet, et créée à Paris au Théâtre du Vaudeville, le 1er octobre 1872. Joués entre ou en même temps que les dialogues (mélodrames), les différents numéros sont liés à la trame littéraire ou théâtrale. Ils soulignent la dramaturgie, approfondissent la psychologie des personnages, décrivent des événements non représentés sur scène ou assurent la transition entre les scènes ou les actes (intermezzo).
Cette partition a aussi été adaptée en deux suites de concert pour orchestre symphonique, de quatre mouvements chacune. Certains thèmes comme les chants de Noël « La Marcho di Rei » (cf. La Marche des rois reprenant la Marche de Turenne attribuée à Jean-Baptiste Lully) ou « La danso di chivau frus » (La danse des chevaux fringants/fous/en rut) sont directement inspirés de musiques traditionnelles provençales. Leurs adaptations et surtout leurs orchestrations resteront, avec Le Songe d’une nuit d’été de Felix Mendelssohn et le Peer Gynt d'Edvard Grieg, comme le meilleur exemple du genre théâtro-musical.

## La musique de scène
Comme pour deux de ses opéras précédents, Les Pêcheurs de perles et La Jolie Fille de Perth, la musique de scène est une commande de Léon Carvalho alors directeur du théâtre du Vaudeville. 
La partition est découpée en vingt-sept numéros dont l'ouverture, seize courts « mélodrames » de quelques mesures, six chœurs, des entractes et des intermezzos. L'orchestre est réduit à vingt-six musiciens, les figurants chantant les chœurs, le compositeur dirigeant les huit seules représentations. Si la musique est plutôt bien accueillie, la pièce de Daudet est un cuisant échec, le troisième consécutif après Lise Tavernier et Tartarin de Tarascon.
Thème de l'ouverture :

## Les suites pour orchestre symphonique
Dans le mois qui suit le fiasco théâtral, Bizet réutilise quatre numéros de sa musique, les restructurant et les adaptant en une suite de quatre mouvements pour orchestre symphonique. Le 10 novembre 1872, la première prestation au Cirque d'Hiver sous la direction de Jules Pasdeloup est un triomphe populaire jamais démenti depuis. En 1879, quatre ans après la mort du compositeur, un de ses amis, Ernest Guiraud, adapte à son tour une nouvelle suite sur des numéros de la musique de scène, ajoutant également un menuet emprunté au troisième acte de La Jolie Fille de Perth, opéra de 1866 d'après Walter Scott.
Les deux suites sont construites comme de petites symphonies de la période classique, en quatre mouvements. Pour s'adapter au format de concert, elles ne suivent pas la chronologie de la pièce de Daudet. La première est constituée de l‘Ouverture no 1, du Menuetto no 17, du Mélodrame no 19 et du Carillon no 18 ; la deuxième comprend la Pastorale no 7, l‘Intermezzo no 15, le Menuetto extrait d'un opéra et la Farandole reprise des no 23/24. Le traditionnel orchestre symphonique s'enrichit de la toute dernière création instrumentale : le saxophone alto. Bizet, connaissant bien les problèmes de certains orchestres pour avoir un effectif complet, a noté sur certaines partitions des passages « à défaut » (écrits en notes plus petites) en cas d'absence de tel ou tel instrument. Par exemple, les solos de saxophone sont notés sur les partitions de première ou de deuxième clarinettes.
| Instrumentation de l'Arlésienne, Suite d'orchestre no 1 & 2                                                                                  |
| Cordes |
| premiers violons, seconds violons, altos, violoncelles, contrebasses, harpe                                                                  |
| Bois |
| 2 flûtes, l'une jouant le piccolo, 2 hautbois, l'un jouant le cor anglais, 2 clarinettes en la et en si♭, 1 saxophone alto en mi♭, 2 bassons |
| Cuivres |
| 4 cors en fa, 2 trompettes en la et en si♭, 3 trombones                                                                                      |
| Percussions |
| 2 timbales, grosse caisse, cymbales, caisse claire, tambourin                                                                                |

### Suite d'orchestre n° 1
- I. Prélude

Allegro deciso - Andantino - Tempo primo // Andante molto // Un poco meno lento
Cette première partie reprend l'ouverture, n° 1 de la musique de scène. La Marche des rois débute double forte sur un véritable unisson dans le registre ténor, à la manière d'un chœur d'hommes. Suivent quatre variations d'orchestration faites de main de maître évoquant à partir du chant folklorique toute l'âme et la richesse de la Provence ; elles s'achèvent sur les trois accords lourds et sombres en do mineur préfigurant le drame. L'Andante molto qui suit, sous de délicats accords de cordes et de petits bois, nous fait découvrir pour l'une des toutes premières fois de l'histoire de la musique, la sonorité chaude et intime du saxophone alto jouant le thème du personnage de l'Innocent, dont un solo s'avère représenter une unique partition pour l'instrument dans la musique d'époque classique. Tourmentée et tumultueuse par ses nuances extrêmes, ses chromatismes par palier, ses harmonies cyclothymiques, la troisième section incarne le personnage principal, Frédéri, et son amour fatal.
- II. Menuetto

Allegro giocoso
La fin de ce mouvement est plus développée que la version scénique.
- III. Adagietto

Adagio
Dans la version scénique, ce mouvement est précédé et suivi par un mélodrame qui, dans la suite, forme la section centrale du Carillon final ; pour ce faire, il a été transposé un demi-ton plus haut.
- IV. Carillon

Allegro moderato

### Suite d'orchestre n° 2
- I. Pastorale

Andante sostenuto assai / Andantino / Tempo primo
- II. Intermezzo

Andante moderato ma con moto / Allegro moderato / Tempo primo
- III. Menuetto

Andantino quasi Allegretto
- IV. Farandole

Allegro deciso (Tempo di marcia) / Allegro vivo e deciso
La Farandole finale reprend les no 23 et 24 de la musique de scène, réadaptés et augmentés par Guiraud. À l'origine, c'est un orchestre de scène qui, depuis les coulisses, joue la Danse du cheval fou, puis accompagne un chœur à quatre parties dans la chanson du pays des santons :
Le « tour de force » de Bizet est, dans la dernière reprise du chant du no 23, d'avoir fait se superposer les deux musiques provençales avec naturel, comme si cela avait été prévu de longue date.
Guiraud, pour clore cette deuxième suite, reprend l'idée en la développant, jouant avec les difficultés de la superposition finale : les deux thèmes d'origine ne sont pas dans le même mode, ni dans le même tempo. Contrairement à Bizet, il présente en premier La marche des Rois en ré mineur dans un Tempo di Marcia, puis en canon décalé de deux temps. La Danse du cheval fou suit présentée plusieurs fois, d'abord à la flûte et à la clarinette, reprises de tout l'orchestre, sur un rythme ostinato de tambourin. La Marche revient plus vite, gardant le tempo de la Danse, et cette fois en si mineur (gamme relative) ; la danse alterne en changeant de mode, si mineur et fa# mineur. Mouvements enivrants chromatiques descendants des basses, virevoltes des petits bois et des violons nous ramènent un ré majeur triomphant, les deux thèmes se superposant dans une euphorie orchestrale. Les cuivres scandent la marche preste et véloce, les bois et les cordes tourbillonnent dans une danse vertigineuse et effrénée. La farandole pour la fête de la Saint-Éloi s'achève sur un « fortissississimo » (quadruple forte) époustouflant et étourdissant.

## Postérité
« ... Je revois l'épais volume magnifiquement relié de la transcription pour piano à quatre mains de l'opéra Carmen et de la musique de scène pour L'Arlésienne de Daudet... L'Arlésienne est une sorte de succédané du ballet du 2ème acte de Carmen. Comme j'ai aimé (et continue à aimer) ces gammes chromatiques descendantes et surtout lorsque le majeur coïncide avec le mineur, exactement comme dans la plus périlleuse des études de Chopin, celle en la mineur. » Richter, carnets, Arte éditions/Actes Sud, Bruno Monsaingeon 1998 p.294
En 1900, Sergei Rachmaninov effectue une transcription pour piano seul du Menuet de L'Arlésienne. Il la révise en 1922.